# High Street Kensington (stanice metra v Londýně)
High Street Kensington je stanice metra v Londýně, otevřená roku 1868. Autobusovou dopravu zajišťují linky: 9, 10, 27, 28, 49, 52, 70, 328, 452, C1 a noční linky N9, N28 a N31. Stanice se nachází v přepravní zóně 1 a leží na linkách:
- Circle Line (mezi stanicemi Gloucester Road a Notting Hill Gate)
- District Line (zde linka končí nebo jede do Notting Hill Gate a Earl's Court)

| Rok  | Počet cestujících |
| ---- | ----------------- |
| 2011 | 11,99 mil         |
| 2012 | 12,90 mil         |
| 2013 | 13,46 mil         |
| 2014 | 13,78 mil         |